# Streptocarpus johannis
Streptocarpus johannis är en tvåhjärtbladig växtart som beskrevs av L.L. Britten. Streptocarpus johannis ingår i släktet Streptocarpus och familjen Gesneriaceae. Inga underarter finns listade i Catalogue of Life.